# Yeah! (album de Def Leppard)
Pour les articles homonymes, voir Yeah!.
 (octobre 2020).
Si vous disposez d'ouvrages ou d'articles de référence ou si vous connaissez des sites web de qualité traitant du thème abordé ici, merci de compléter l'article en donnant les références utiles à sa vérifiabilité et en les liant à la section « Notes et références ».
Albums de Def Leppard
X
(2002) Songs from the Sparkle Lounge
(2008)
Yeah! est un album de reprises de titres rock des années 1970 par le groupe de hard rock Def Leppard, sorti le 23 mai 2006.

## Titres
Les 14 pistes de cet album sont :
| No  | Titre                           | Auteur                          | Artiste original         | Durée |
| --- | ------------------------------- | ------------------------------- | ------------------------ | ----- |
| 1.  | 20th Century Boy                | Bolan                           | T. Rex                   | 3:41  |
| 2.  | Rock On                         | David Essex                     | David Essex              | 2:53  |
| 3.  | Hanging on the Telephone        | Lee                             | The Nerves, Blondie      | 2:23  |
| 4.  | Waterloo Sunset                 | Davies                          | The Kinks                | 3:38  |
| 5.  | Hell Raiser                     | Chapman, Chinn                  | Sweet                    | 3:20  |
| 6.  | 10538 Overture                  | Lynne                           | Electric Light Orchestra | 4:31  |
| 7.  | Street Life                     | Ferry                           | Roxy Music               | 3:26  |
| 8.  | Drive-In Saturday               | Bowie                           | David Bowie              | 4:07  |
| 9.  | Little Bit of Love              | Rodgers, Kossoff, Fraser, Kirke | Free                     | 2:34  |
| 10. | The Golden Age of Rock 'n' Roll | Hunter                          | Mott the Hoople          | 3:28  |
| 11. | No Matter What                  | Ham                             | Badfinger                | 2:57  |
| 12. | He's Gonna Step on You Again    | Kongos, Demetriou               | John Kongos              | 4:05  |
| 13. | Don't Believe a Word            | Lynott                          | Thin Lizzy               | 2:19  |
| 14. | Stay with Me                    | Stewart, Wood                   | Faces                    | 4:30  |

Des titres bonus sont proposés dans certaines éditions spéciales :
- Sur Target : Action (live 2005) de Sweet et When I'm Dead And Gone de McGuinness Flint.
- Sur Best Buy : No Matter What (live) et Winter Song de Lindisfarne.
- Sur Wal Mart, 5 titres sur un EP bonus : American Girl  de Tom Petty and the Heartbreakers, Search and Destroy d'Iggy and the Stooges (Phil Collen chante et joue tous les instruments), Space Oddity de David Bowie (Joe Elliott chante et joue tous les instruments) et Dear Friends de Queen (Rick Savage chante et joue tous les instruments) et Heartbeat de Jobriath.
- Sur iTunes : How Does It Feel de Slade.
- Au Japon : Search and Destroy et American Girl.

## Livret
Le livret contient des photographies des membres de groupe inspirées par des pochettes d'albums des années 1970 :
- Rick Savage (basse, chœurs) - Freddie Mercury (album Queen II)
- Vivian Campbell (guitare, chœurs) - Marc Bolan (du groupe T. Rex) Electric Warrior
- Joe Elliott (chant, piano) - David Bowie, dos de la pochette de The Rise and Fall of Ziggy Stardust and the Spiders from Mars
- Rick Allen (batterie) - Lou Reed, Transformer
- Phil Collen (guitare, chœurs) - Iggy Pop, Raw Power

Le livret reproduit également leur logo triangle de l'album On Through the Night qui rappelle la pochette de Dark Side of the Moon des Pink Floyd.